# Iraván
Iraván (del sánscrito इरावान्, Irāvān), también conocido como Iravat (इरावत्, Irāvat), Iravant o Araván, es un personaje menor del Majabhárata (texto epicorreligioso del siglo III a. C.). Es el hijo de Aryuna (uno de los cinco Pándavas, los principales héroes protagonistas del Majabhárata) y de la semidiosa naga Ulupi.
Iraván es el dios central del culto de Kuttantavar (del tamil கூத்தாண்டவர்) ―que también es el nombre que más comúnmente se le atribuye en ese culto― y también tiene un papel importante en el culto de Draupadi. Es también el patrono de los aravani ―las comunidades transgénero del sur de India (que en el sur de Asia también son conocidos como jishra).
En la batalla de Kurukshetra, mató a seis hermanos de Shakuni y derrotó a muchos otros guerreros. Iraván fue asesinado por un ráksasa llamado Alambush el día 8 de la guerra.
Sin embargo, las tradiciones del sur de la India tienen una práctica complementaria de honrar el autosacrificio de Iraván para asegurar la victoria de los Pándavas en la guerra de 18 días conocida como batalla de Kurukshetra (o guerra del Majabhárata), se sacrificó a la diosa Kali, cortándose a sí mismo en 32 pedazos, incluyendo su propia cabeza. El Kuttantavar se centra en una de las tres bendiciones que Krishna le brindó a Iraván por su sacrificio. La noche antes de la guerra, Iraván expresó el deseo de casarse antes de morir. No habiendo ninguna mujer dispuesta a casarse con un hombre condenado a morir en pocas horas, Krishna tomó la forma de una mujer llamada Mojini y le concedió su deseo. En el distrito de Koovagam (கூவாகம்), Tamil Nadu, este suceso es rememorado en un festival de 18 días en donde los Hijras (en la máxima adoración a Iraván) llevan a cabo una ceremonia en la que celebran el matrimonio de los Aravanis con Iraván, y su eventual viudez, representándose el sacrificio a Kali.

El culto a Draupadi enfatiza otra bendición: Krishna le permitió a Iraván presenciar toda la guerra a través de los ojos de su cabeza decapitada. En otro festival de 18 días, se lleva una cabeza de Iraván en un palo para que pueda presenciar el ritual de representación de la guerra. La cabeza de Iraván es un tema frecuente en la decoración de los templo de Draupadi. En estos templos se venera la cabeza Iraván figurando en los templos como protector y guardián contra espíritus, y se cree que al tocarla cura enfermedades e induce el embarazo en mujeres sin hijos.
Iraván también es conocido en Indonesia (donde su nombre es Irawan). Y en la Isla de Java, incluso, hay tradiciones y creencias independientes, como, por ejemplo, la pérdida de la relación con los Naga.

## Etimología y otros nombres
De acuerdo con el diccionario sánscrito-inglés de Monier Williams (1899), el nombre Iraván, tiene su raíz en Iravat (इरावत्, Irāvat). La raíz Iravat deriva de Irā (इरा) ―estrechamente relacionado con el término iḍā (इडा), ‘comida’, ‘alimentos’― que significa ‘poseer alimentos’, ‘dotado de provisiones’ o, por extensión, ‘cómodo’ o ‘confortable’ (como se lo usa en el Majabhárata y en otros escrituras sagradas hinduistas). Alf Hiltebeitel, profesor de religión de la Universidad George Washington, sugiere que el nombre sánscrito Iraván deriva de iḍā-van, ‘aquel que tiene alimentos’, ‘aquel que posee idā’. La indóloga francesa Madeleine Biardeau describe un uso religioso de la palabra Iḍā, como la sustancia consumida en los sacrificios. Basándose en esa definición, Biardeau concluye que Iravant significa, en el Majabhárata, ‘sujeto expiatorio’ o ‘víctima sacrificatoria’. El término también es usado en otros textos para hacer referencia a la esencia por la que los Devas (semidioses) y los Asuras (demonios) se enfrentan.
Iraván también es conocido como Araván (o Aravaan en el sur de la India). Araván es la entidad central en dos cultos del sur hindú: el culto a Kuttantavar (exclusivamente dedicado a Araván) y el culto a Draupadi (madrastra de Araván y esposa de Aryuna). En el culto a Kuttantavar, Araván también es llamado como el nombre del culto, Kuttantavar, también escrito Kuttandar, Khoothandavar o Koothandavar.
En el sur hindú, en diálogo tamil, Araván está popularmente asociado con la palabra aravam (அரவம்), ‘serpiente’. La relación de Araván con las serpientes también se evidencia en la iconografía.

## Iconografía

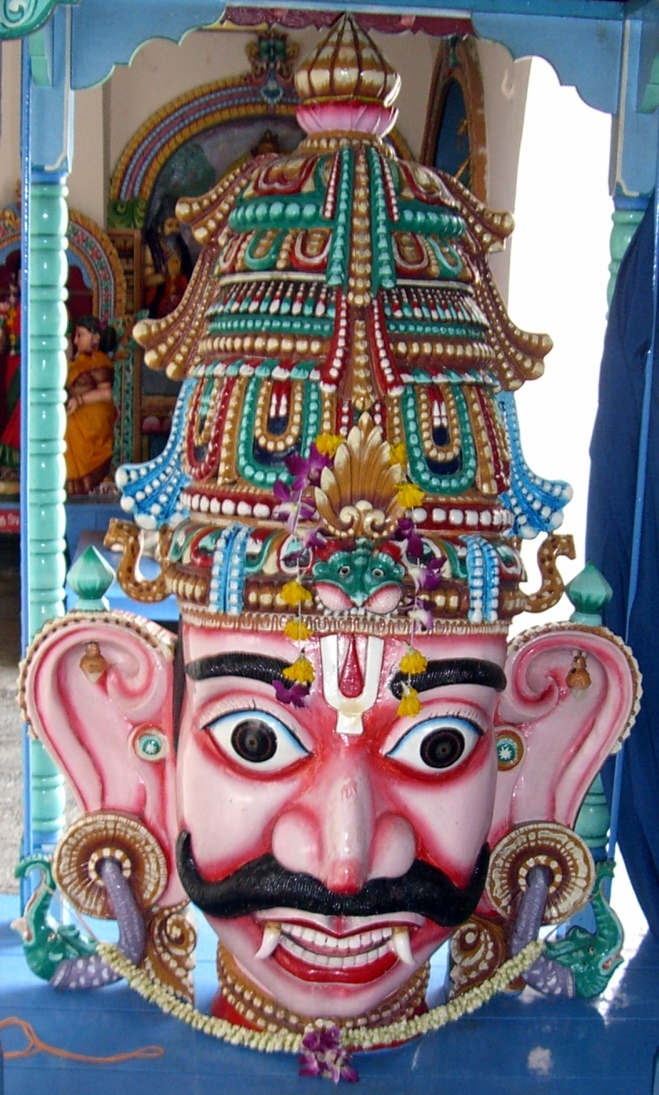
Cabeza portable

Se lo representa como una coronada cabeza de hombre, hecha en madera, con orejas y ojos desproporcionadamente grandes, un tilak vaisnavo (marca circular comúnmente usada en la India en la frente) y cejas y bigote poblados. Lo caracteriza la piel, que tiene una tonalidad rojiza, y dos caninos que sobresalen de la boca. Sus ojos están muy abiertos, las orejas tienen forma de S y le llegan hasta el mentón.
En los templos, Iraván es venerado como una cabeza decapitada. Por lo general es representado con bigote y ojos y orejas pronunciados. Luce una corona cónica, un tilak visnuista en la frente y pendientes. Además sobre su corona pueden verse varias cobras saliendo de ella, o la «capucha» o «caperuza» de una cobra detrás, o varias cabezas de cobra alrededor.
Otro elemento que identifica a Iraván son los colmillos, o caninos que sobresalen de su boca, y que por lo general son característicos en los demonios. Si bien el Iraván del culto a Kuttantavar no presenta dientes demoníacos, el del culto a Draupadi presenta varios rasgos demoníacos.
Para las procesiones, hay cabezas de Iraván transportables que pueden estar ornamentadas con adornos multicolores, y las hay de piedra negra cruda.
En la pintura se lo representa, en general, inclinado hacia Kali, como esperando a ser decapitado. También se lo puede ver, como en una de las alfombras de Sowcarpet, sosteniendo con una mano la espada y con la otra su propia cabeza, ofreciéndosela a la diosa.
En interpretaciones modernas, la cabeza de Iraván somboliza no solo la inmolación sino que la regeneración y continuidad, debido a que luego de haber muerto, su cabeza cercenada pudo presenciar toda la guerra. Por ejemplo el Merkolvilakka Katai Akaravarichai (1963) de Iramachamipulavar ―que narra la historia de Iraván― finaliza con la conclusión que Iraván continúa viviendo como un héroe del folclore tamil, porque simboliza el ideal del sacrificio propio. Iraván también es considerado como la representación del costo de la guerra, es decir, como los innumerables inocentes que fueron enviados por sus madres para «ser consumidos por la insaciable diosa de la guerra». El indólogo David Shulman, por otra parte, considera el sacrificio de Iraván como la reconstrucción del sacrificio de la serpiente en la tradición tamil.

## Historia
La primera aparición de Iraván se encuentra en el Majabhárata (texto epicorreligioso del siglo III a. C.), como hijo de Aryuna, quien es uno de los principales héroes de la epopeya. Lo relatado en el Majabhárata se puede ubicar cronológicamente durante el primer imperio hinduista. Posteriormente se hizo referencia a Iraván en dos de los textos sagrados Puranas (‘historias antiguas’): el Visnu-purana y el Bhágavat-purana.
Si bien en el Majabhárata la muerte de Iraván sucedió durante la guerra de Kuruksetra, la versión tamil ubica el ritual expiatorio anterior a la guerra. El profesor Alf Hiltebeitel relata la inmolación ante la diosa Kali como anterior a la guerra, para garantizar, precisamente, su victoria.

## En el «Majabhárata»

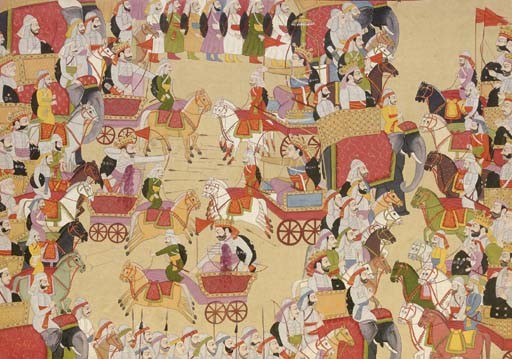
Escena de guerra relatada en el Majabhárata.

Mientras que el matrimonio de los padres de Iraván es mencionado en el Adi-parva (‘el libro de los comienzos’, el primer libro del Majabhárata), tanto el nacimiento como la muerte de Iraván se relatan en el sexto libro de la epopeya, Bhisma-parva (‘el libro de Bhishma’). En este libro se relata cómo Aryuna, el tercer hermano Pandava, fue exiliado de Indraprasta (la capital del reino Pandava) con la condena de realizar un peregrinaje de un año, como penitencia por violar el contrato nupcial de su matronio con Draupadi, la esposa compartida por los hermanos. Aryuna llegó a la región del noreste de la actual India, y se enamoró de Ulupi, una princesa Naga viuda. Ambos se casaron y tuvieron un hijo al que llamaron Iraván; más adelante Aryuna continuó con su peregrinaje, llevándose a Ulupi e Iraván con él hasta Nagaloka, morada de los Naga, donde los dejó. Iraván creció como un parakshetre, literalmente ‘nacido en las tierras de otro’ e interpretado por Hiltebeitel ‘sobre la esposa de otro’. Iraván se crio bajo la protección de su madre, pero su tío materno lo rechazaba debido al odio que le tenía a su padre Aryuna. Cuando llegó a la madurez, y tratando de reencontrarse con su padre, Iraván se dirigió a Indraloka, morada del dios Indra, padre de Aryuna. Tras conocer a su hijo, Aryuna le pidió su ayuda en la Guerra de Kurukshetrá.
Y así Iraván llegó al campo de batalla, en Kurukshetrá para ayudar a su padre y todos los Pandava contra sus primos y oponentes, los Kaurava. Al primer día de guerra, Iraván luchó contra Srutaiúsh, rey chatría que en su vida anterior fue el daitia (demonio) Krodhavasa. Posteriormente, Shrutaiush fue derrotado por Aryuna. Al séptimo día de guerra, Iraván venció a Vinda y Anuvinda, los príncipes de Avanti, que también fueron asesinados luego por Aryuna.
Al octavo día, Iraván luchó contra los príncipes de Gandhara, hijos del Rey Suvala y hermanos menores de Shakuni, el traidor tío de los Kaurava. Los hermanos Gaya, Gavaksha, Vrisahva, Charmavat, Arjava y Suka atacaron a Iraván con el respaldo y la ayuda de todo el ejército Kaurava, pero, junto con el ejército Naga, que apoyaba a Iraván, mataron a todos los oponentes salvo a uno: Vrishava. Iraván, el ‘castigador de enemigos’, mató a cinco de los hermanos Gandhara, en duelos con espada, pero usando la ilusión, la prestidigitación.
Batido por los continuos fracasos, el anciano Duryodhana (jefe de los Kaurava) ordenó al rakshasa (monstruo caníbal) Alambusha, hijo de Rishyasringa, asesinar a Iraván. Alambusha, además de su arco y flecha usó, así como lo hizo Iraván, ilusiones para tratar de derrotarlo. Pero Iraván contraatacó, rompiendo el arco de Alambusha, y despedazando al gigante en varios pedazos. A pesar de esto, el cuerpo de Alambusha se reconstruía cada vez que era desmembrado, por lo que Iraván tuvo que tomar la forma de la serpiente Shesha (Ananta) y apoyarse en el ejército de serpientes que lo protegía. Alambusha contraatacó tomando la forma de Garuda (hombre-águila), el eterno enemigo de las serpientes, y devoró entero a todo el ejército de serpientes. Al final Alambusha logra matar a Iraván cortándole la cabeza. Iraván fue vengado por Ghatótkacha, su primo, que finalmente mató a Alambusha.

## Tradiciones tamiles

### Mártir inmolado
La última fuente de las tradiciones con respecto a Iraván se encuentran en el Parata-venpa (siglo IX), una versión tamil del Majabhárata escrita por Peruntevanar. Una de las principales características de esta versión es que hace referencia al rito denominado kalappali (sacrificio en el campo de batalla), un término usado solo en las versiones tamiles del Majabhárata. Este ritual se lleva a cabo antes de la batalla para asegurar la victoria del bando del inmolado. En la narración de Peruntevanar, justo antes de la Guerra, Duryodhana -el líder de los Kaurava y oponente principal de los Pandava- se entera de que el día después de la noche de luna nueva, es el día más propicio para el kalappali. Sabiendo esto, Duryodhana convenció a Iraván de inmolarse en el kalappali.
El dios Krisna, amigo cercano y consejero de los Pandava, escucha el plan de Duryodhana e idea el suyo propio para asegurarse que Iraván se sacrificase en pos de los Pandava, y no de los Kaurava. Krisna primero consultó a Yudhishtira (Dharma o Dharmaraja), el anciano Pandava, que le recomendó el sacrificio como ofrenda a Kali como parte de una ayudha-puja (adoración a las armas). Krisna, entonces, concluyó que había cuatro candidatos que podrían ser ofrenda para Kali: Shalya, que estaba del lado de los Kaurava; Aryuna, comandante de los Pandava; Iraván; y él mismo. Krisna decidió que Iraván era la mejor opción para llevar a cabo el sacrificio e Iraván aceptó someterse al kalappalli, en pos de los Pandava, pero haciendo énfasis en su compromiso con Duryodhana.
Otras fuentes tamiles posteriores presentan versiones distintas a la de Peruntevanar. En la versión de Villiputuralvar, del siglo XIV, Krisna se ofrece como tributo, pero Iraván lo reemplazó. No se hace mención alguna a Duryodhana. En otras versiones Iraván es sacrificado para contrarrestar el sacrificio de un elefante blanco por parte de los Kaurava. También hay versiones que dicen que Iraván era tan fuerte que él mismo mató a todos los Kaurava de un solo golpe, para evitar cualquier guerra, y que por este acto Krisna ordena el sacrificio de Iraván como el mayor sacrificio que puede tomar lugar en la guerra.
En las representaciones terukkuttu, al momento del sacrificio de Iraván, es comparado con Puru y Bishma, personajes del Majabhárata que renunciaron a su juventud y su satisfacción sexual a cambio del bien de sus respectivos padres Yayati y Santanu. En el drama, luego de tener la aprobación de Iraván, Krisna busca a la madre del primero, Udupi Nagakani (‘doncella serpiente’) en tamil, para su consentimiento. Al principio se negó rotundamente al sacrificio de su hijo pero cuando este se presentó frente a ella, explicándole que él pertenecía exclusivamente a Kali, aceptó.
Finalmente, en todas las versiones, Krisna engañó a los dioses Surya (el Sol) y Chandra (la Luna) para que coordinaran sus movimientos, de forma que el día después de la noche de luna nueva fuera un día antes de lo previsto. Esto permitió a Iraván inmolarse en pos de los Pandava, antes de que los Kaurava pudieran hacer nada.

### Las tres bendiciones
En el Parata-venpa, Iraván le pide a Krisna que le conceda la bendición de la muerte heroica en el campo de batalla. Si bien el Parata-venpa menciona solo una bendición, casi todas las versiones tamiles mantienen un total de tres bendiciones concedidas a Iraván. El hecho de que en el Parata-venpa haya una sola bendición, de acuerdo con Hiltebeitel, indica un intento de armonizar las versiones tamil y la original en sánscrito, en la que Iraván se sacrifica antes de la batalla, y en la que muere en manos de Alambusha durante la guerra, respectivamente.
Tanto en el culto a Kuttantavar como en el culto a Draupadi, se cree en una segunda bendición: poder presenciar en su totalidad la guerra que duró 18 días. Esta bendición se cuenta, en efecto, en la versión de Villiputuralvar del Majabhárata. Sin embargo, en dicha versión no se especifica si la presenció siendo parte de la batalla o si fue su cabeza decapitada, como sostienen otras versiones.

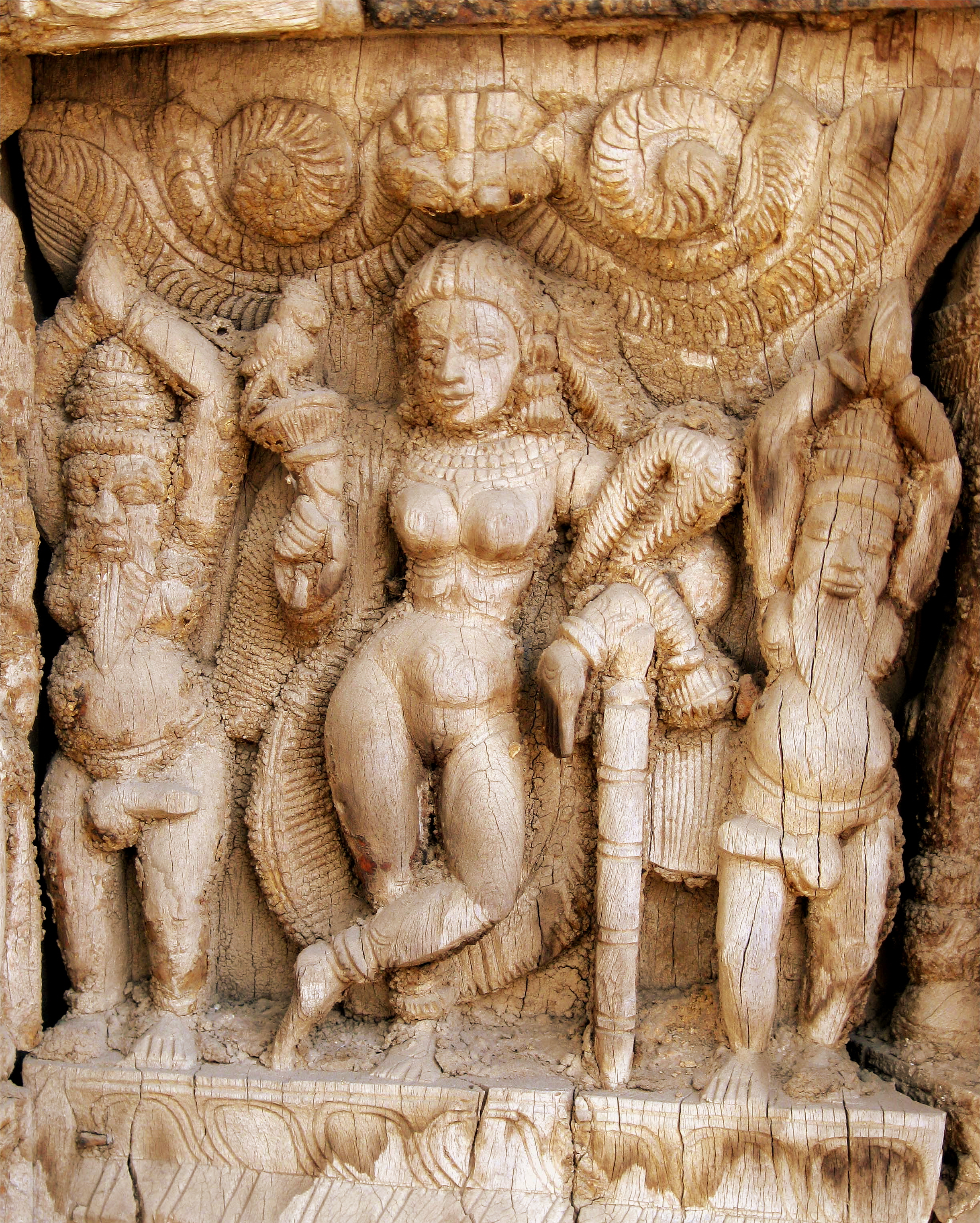
Representación tallada en madera de Mojini, la forma femenina de Krisna.

La tercera bendición solo está en los rituales folclóricos. La tercera bendición es el matrimonio de Iraván justo antes del sacrificio, permitiéndole esto el derecho a ser cremado y a las ofrendas (los solteros eran enterrados). Sin embargo ninguna mujer quería casarse con Iraván que estaba condenado a una muerte más que cercana. En el culto a Kuttantavar se cree que Krisna resolvió la situación tomando su forma femenina, Mojini ‘la encantadora’, y casándose con Iraván y pasando esa noche con él. La versión Koovagam incluso relata el luto de Krisna como viuda de Iraván al otro día de su muerte. La representación terukuttu muestra la ceremonia del casamiento, seguido por la partida de Mojini. Esta bendición no es común entre todas las vertientes folclóricas. En otras leyendas, Krisna se encarga de otros casamientos anteriores a la guerra, además del de Iraván.
Hiltebeitel menciona que tanto la primera bendición (muerte heroica) como la tercera (nupcia) se originaron con el culto a Kuttantavar, mientras que la segunda bendición (el haber podido presenciar la guerra a pesar de haber muerto) nació en el culto a Draupadi. En contraste, el culto a Kuttantavar ritualiza tanto la muerte como el casamiento consumado, representado por los eunucos tamiles; mientras que el culto a Draupadi representa la cabeza clavada en un poste presenciando la representación de la guerra de 18 días, los Draupadi no consideran la anteriores bendiciones.
El sacrificio preguerra es incompatible con las dos primeras bendiciones, pero los cultos sostienen sus propias explicaciones. Si Iraván se auto inmola para garantizar la victoria de los Pandava, no pudo haber muerto de forma heroica durante la lucha, y tanto si muere antes de la guerra, como durante, no pudo haber presenciado la guerra completamente, como dicen algunos textos. Los Kuttantavar solucionan este conflicto sosteniendo que el cuerpo de Iraván se reincorporó luego del sacrificio y que fue a morir, una vez más, durante la guerra, al octavo día. Sin embargo no prestan mayor atención al hecho de haber presenciado la guerra entera. Por otro lado, los Draupadi no se preocupan por la muerte heroica, pero resuelven el dilema de haber muerto y presenciar la guerra post mortem, manteniendo que le fue otorgado el derecho de poder presenciar la guerra a través de su cabeza decapitada. Un tercer punto de vista combina ambas resoluciones, solucionando todos los conflictos dentro de las versiones: Iraván, luego de haberse sacrificado la noche anterior a la guerra, reconstituyó su cuerpo para poder luchar en la guerra, hasta el octavo día, en el que muere decapitado, por lo que pudo presenciar la guerra desde su cabeza.

Representación del águila Garuda, eterno enemigo de la mítica serpiente Shesha

El único factor común en todas las versiones tamiles es el sacrificio preguerra. Después de que Iraván se ganara sus bendiciones, estaba listo para inmolarse. Se dirigió al campo de batalla. Mientras Yudhishtira oraba a Kali, Iraván se quitó la armadura, y se cortó en 32 pedazos (1 corte por pedazo) y los ofreció a Kali. En las representaciones terukuttu, se muestra a un actor como Iraván, vestido completamente de blanco desde el cuello a los tobillos; se cree que en estas representaciones el mismísimo Iraván posee al actor que lo interpreta. A veces, incluso, se sacrifica una gallina en escena, representando así el sacrificio.
Luego de ser mutilado, solo permanece la cabeza y el esqueleto. Krisna le recomienda rezar a Naga, Adi-Shesha, su abuelo y padre de Ulupi. Al rezarles, Adi-Shesha se enrosca en el esqueleto de Iraván, convirtiéndose en su carne, restaurando así su cuerpo. Para llevar a cabo la segunda bendición, Krisna orquesta la muerte heroica haciendo a un enemigo lo suficientemente fuerte para derrotar a Iraván. El elegido para esto fue Alambusha. Entonces, y dependiendo de la versión de la historia, Krisna le recomienda a Alambusha tomar la forma de Garuda, o bien le envía a Garuda para que lo asista. Al ver a Garuda, Shesha se retorció de miedo, dejando vulnerable a Iraván, permitiendo que el enemigo lo exterminase.

### De Iraván a Kuttantavar
Una historia tradicional de Koovagam relata cómo Iraván terminó siendo conocido como Kuttantavar. Luego de la guerra, mientras los Pandava presumían cómo habían vencido a los Kaurava. Krisna le preguntó a Iraván, el único testigo de la guerra entera, quién realmente era el verdadero responsable de la victoria de los Pandava. Iraván le dijo que él vio dos cosas: a Krisna lanzando su disco y decapitando al enemigo, y a su concha recolectando la sangre. Esto da a entender que Iraván adjudicó el crédito todo a Krisna.
Esa declaración de Iraván, enfureció al pándava Bhima, cuya influencia en la decisión del ganador de la guerra se relata a lo largo del Majabhárata. Sin embargo, antes de que Bhima pudiese herir a Iraván, Krisna ordena que se lanzara su cabeza al río Charaparika, donde tomaría la forma de un niño y sería encontrado por el rey de la ciudad de Chandragiri, a orillas del río. El niño gritaba «Kuva kuva», cuando fue encontrado por el rey, por lo que este nombró al lugar Kuvakkam (Koovagam). El rey también nombró al niño Charapalán (‘niño junco’).
La tradición relata que Charapalán creció y mató al demonio Kuttachurán (Kutachurán), que había derrotado a su padre adoptivo en batalla. Draupadi ―que en esta tradición es la diosa suprema― bendijo a Charapalán con el nombre de Kuttantavar (el asesino de Kuttachurán) y le concedió un templo en Koovagam.
Existen variantes dentro de las distintas tradiciones. Algunas versiones dicen que la que encontró al niño fue la reina Kirupanchi de Chandraguiri. Otras directamente omiten al rey completamente como a la referencia al templo de Koovagam. Se enfocan en el demonio Kuttachurán y en una bendición aparentemente imposible, en la que se le concede ser asesinado por una cabeza humana que nació del agua del río. Visnú, personificando a Krisna, les dice a los dioses que Iraván será quien extermine a ese demonio. Siguiendo eso, la cabeza de Iraván es enviada al río y transformada en un niño llamado Kuttan (‘nacido en el agua’), quien asesina al demonio.

## Culto

### Templos
Hiltebeitel considera que el culto a Kuttantavar puede ser el templo a Iraván original dentro de la tradición tamil, sin embargo no es el único en venerarlo. Los Draupadi también tienen tradiciones y rituales propios.
La mayoría de los devotos de Kuttantavar residen en los distritos tamiles de Cuddalore, Thiruvannamalai, Vellore y Villupuram. Los devotos de Draupadi están esparcidos alrededor de los anteriores distritos y en el distrito de Kanchipuran (ex Chingleput). También se pueden encontrar templos que veneren a Draupadi en el distrito de Thanjavur e incluso en otros lugares al sur de los estados de Andhra Pradesh y Karnataka.Los templos de Kuttantavar son menos que los de Draupadi y están restringidos a una zona en particular que va a lo largo de los distritos de Cuddalore y Villupuram. Existen 32 templos distintos, siendo el más prominente el de Koovagam.
La cabeza de Iraván es características de los templos de Draupadi. Por lo general es una cabeza de madera, que en muchos de los templos tiene su propio santuario. También se pueden encontrar íconos de Iraván en los rincones y/o techos de los templos. Estos íconos sirven como pey o bhuta (espíritus); Iraván actúa como guardián contra otros espíritus, del templo en sí, y para la ceremonia de Patukalam. Patukalam, en el culto a Draupadi, es el territorio simbólico en el que se representa el lugar donde se dio la guerra del Majabhárata.